# والتر هيلد
والتر هيلد (بالألمانية: Walter Held)‏ (و. 1910 – 1942 م) هو صحفي ألماني، ولد في رمشايد، توفي في الاتحاد السوفيتي، عن عمر يناهز 32 عاماً.